# 旧打狗駅故事館
旧打狗駅故事館（きゅうだくえきこじかん 、繁体字中国語: 舊打狗驛故事館、拼音：Jiù Dǎgǒuyì Gùshìguǎn）は、台湾高雄市鼓山区鼓山一路32号にある鉄道に関する博物館。構内の操車場跡も含めて「哈瑪星鉄道文化園区」という一大レジャースポットを形成している。
1900年に台湾総督府鉄道が台湾縦貫線の南の起点として開設した打狗停車場（のちの高雄港駅）が2008年に廃止された後、2010年10月に開設されたのが打狗鐵道故事館である。高雄市立歴史博物館が開設し、中華民国鉄道文化協会（2016年まで）、春臨台湾文化事業坊と台湾交通文化資産保存協会（2017年以降）に管理運営を委託している。2017年10月1日付で、名称を打狗鉄道故事館から「旧打狗駅故事館」に変更した。
2019年1月から8月30日まで高雄市政府文化局の「興濱計画」に基づく補助のもとで旧駅舎の修復作業が行われ、8月31日に再オープンしている。

## 展示物
- 旧駅舎
- 旧プラットホーム（低床式：レール上面から200〜230mmの高さのもの）
- 北信号所

### 保存車両
- 蒸気機関車 CT259号（1938年三菱重工業製 日本国鉄C55形 4-6-2）[6]
- 蒸気機関車 DT609号（1929年汽車製造製 日本国鉄9600形 2-8-0）
- 蒸気機関車 CK58号（1912年汽車製造製 日本国鉄3150形 2-6-2）
- ディーゼル機関車 R134号
- ディーゼル機関車 S210号
- 10t入換動車 DL-1101号
- 10t入換動車 DL-1043号
- 台湾電力60tスイッチャー L02号
- 台湾電力スイッチャー L03号
- 台湾肥料高雄廠　45tスイッチャー
- ディーゼル機関車　台湾糖業13号
- 気動車　DR2909-2955-2910(DR2900形)
- 緩急車　3AK2020
- 緩急車　3AK2504
- 有蓋緩急車　3CK2109
- 無蓋車 35G20060
- 無蓋車 15EG8634A
- 有蓋車 15EC8074
- 有蓋車 25C10008
- 長物車 15EF19（1911年日本製）
- 長物車 35F20106 （1975年唐榮台北機械廠製）
- ホッパー車 35N21121 (小麦)
- ホッパー車 35B1020 (バラスト)
- ホッパー車 P35H22019 (石炭)
- 無蓋緩急車　台湾糖業000023
- 有蓋車 台湾糖業 東110003
- 有蓋車 台湾糖業 東110015
- 有蓋車 台湾糖業 東110018
- (展示終了)二等客車 35SP32426（1966年川崎車両製）[7]
- (展示終了)電源荷物車 45PBK32952（1970年日本車両製）

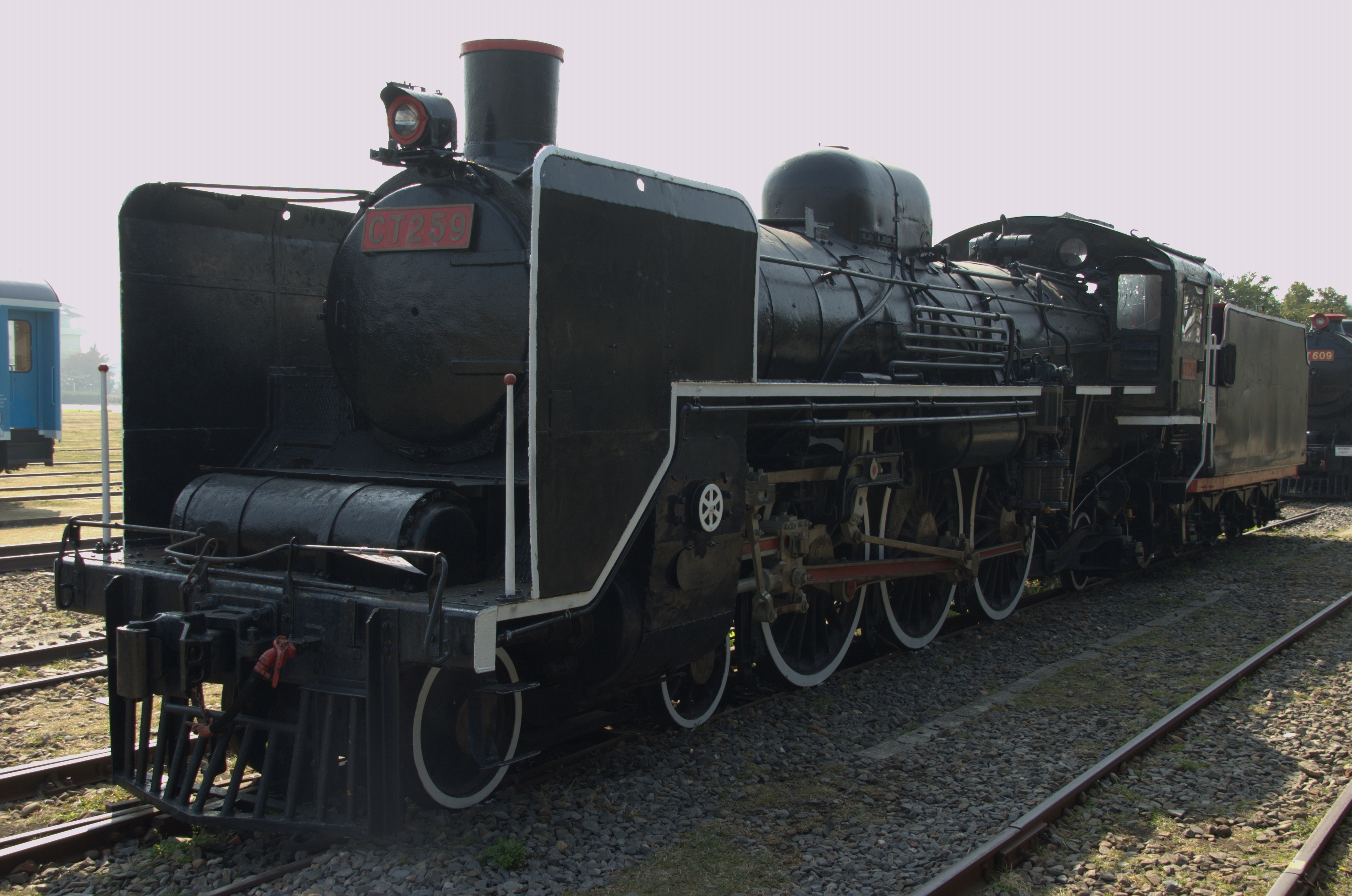
CT259
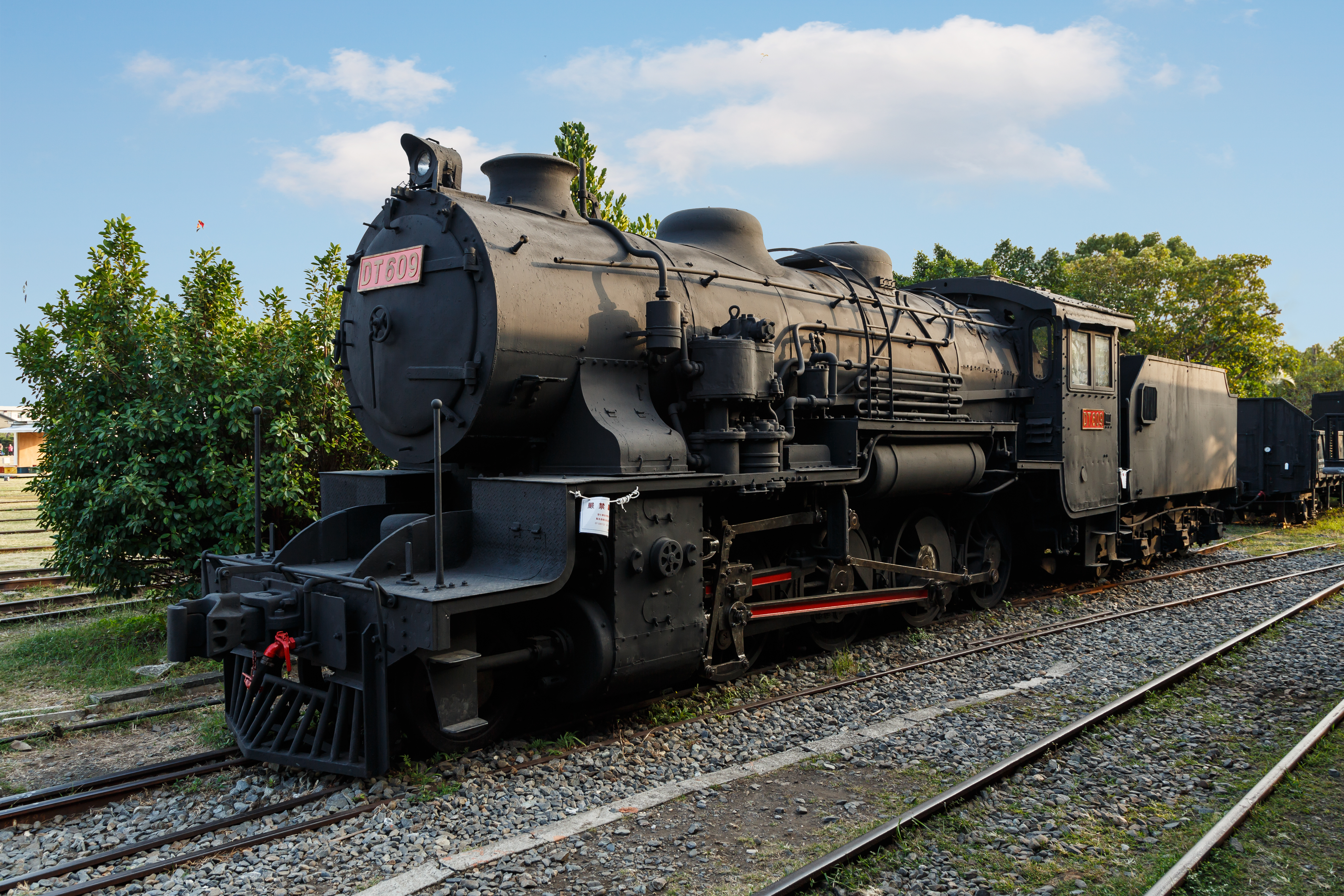
DT609
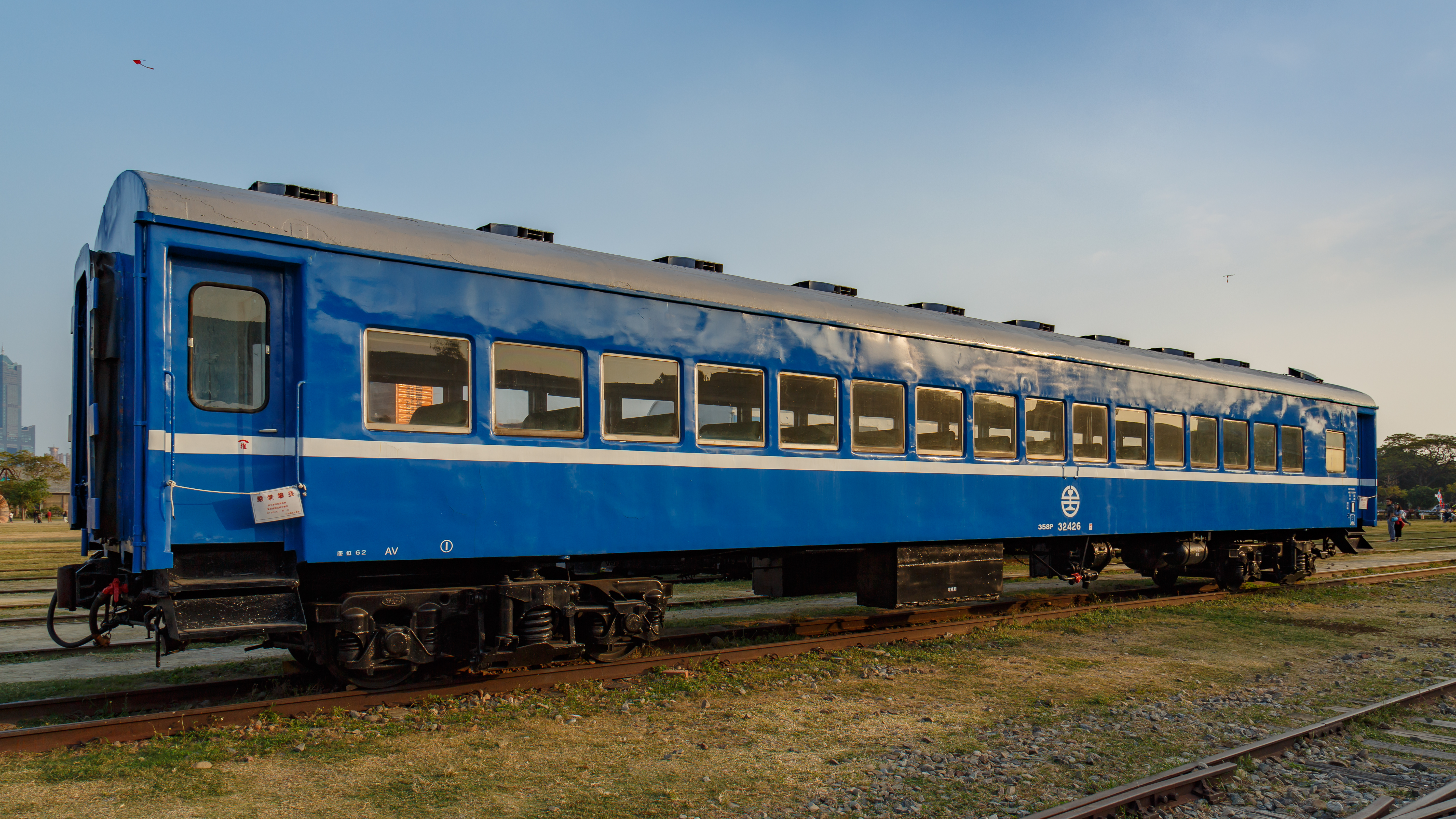
二等客車 35SP32426
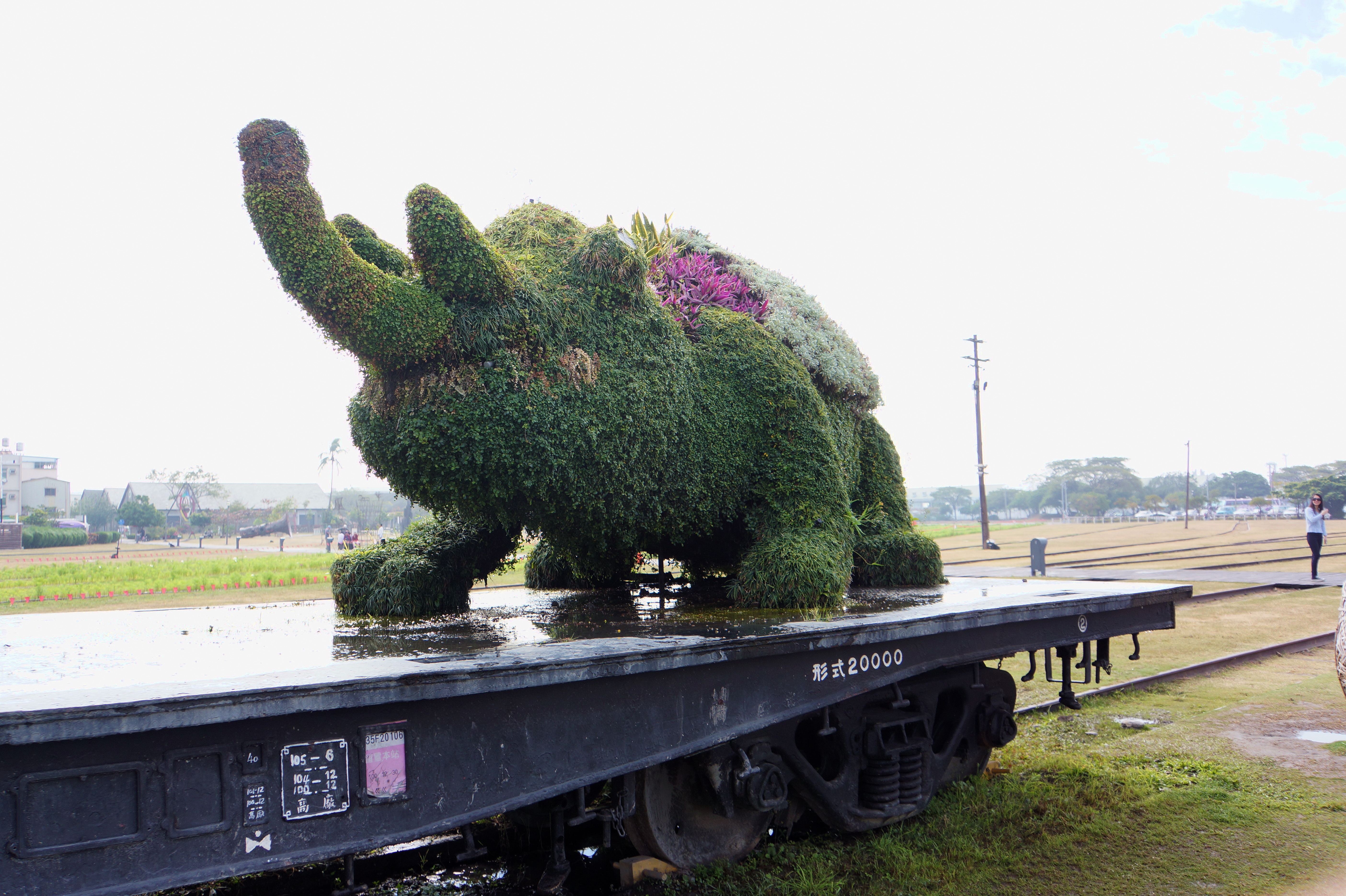
貨車のオブジェ
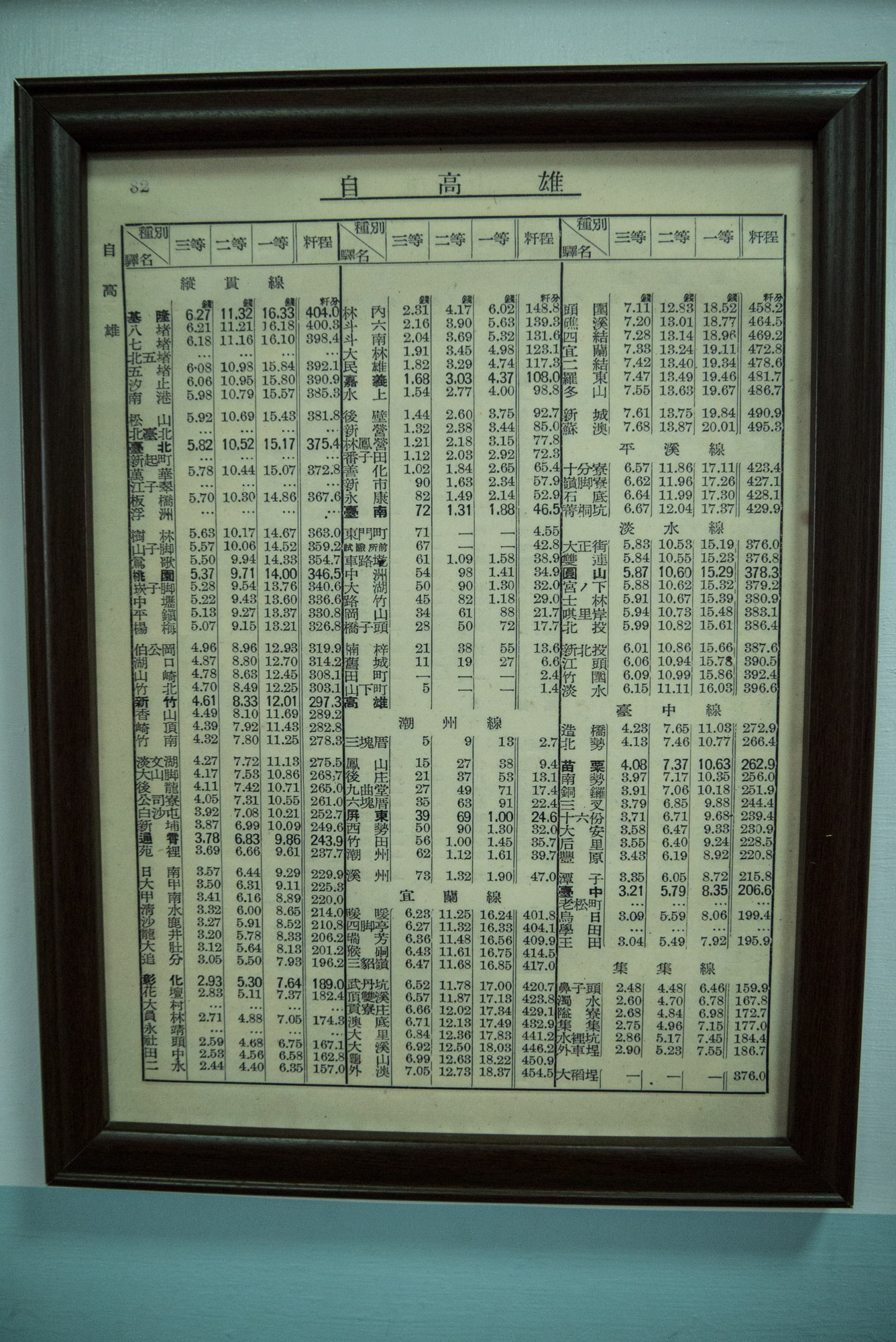
運賃表
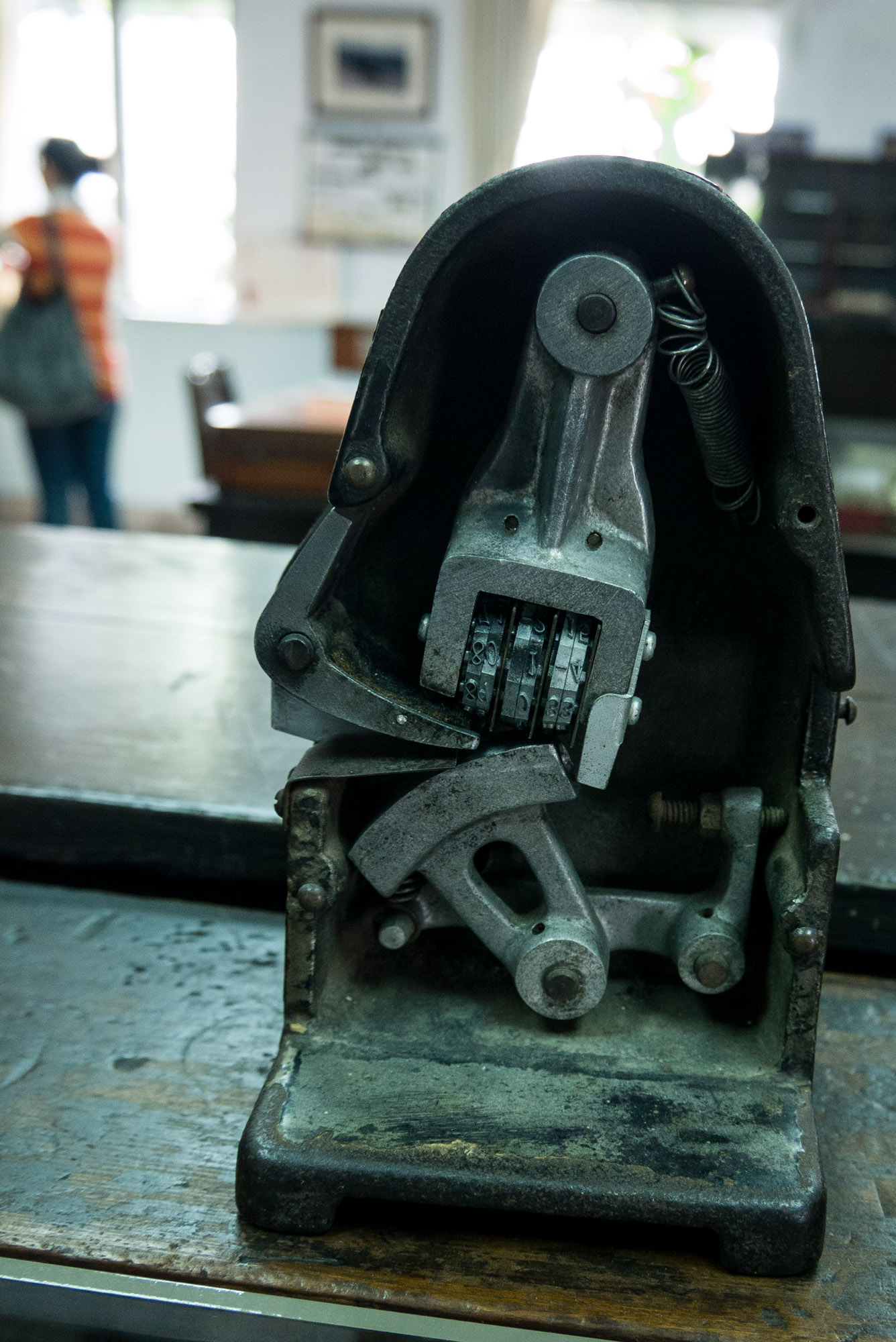
ダッチング・マシン
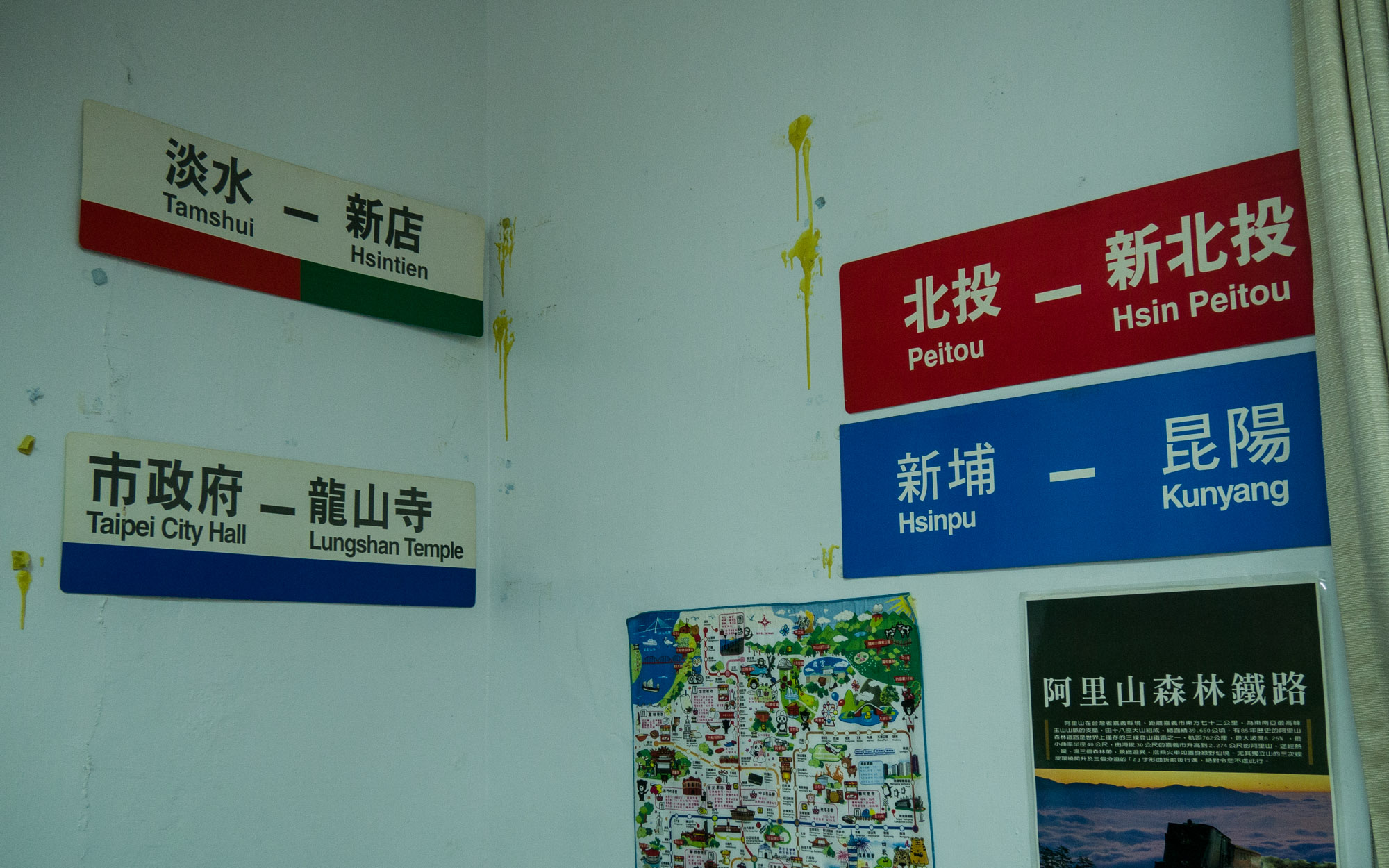
台北捷運の旧式行先表示版
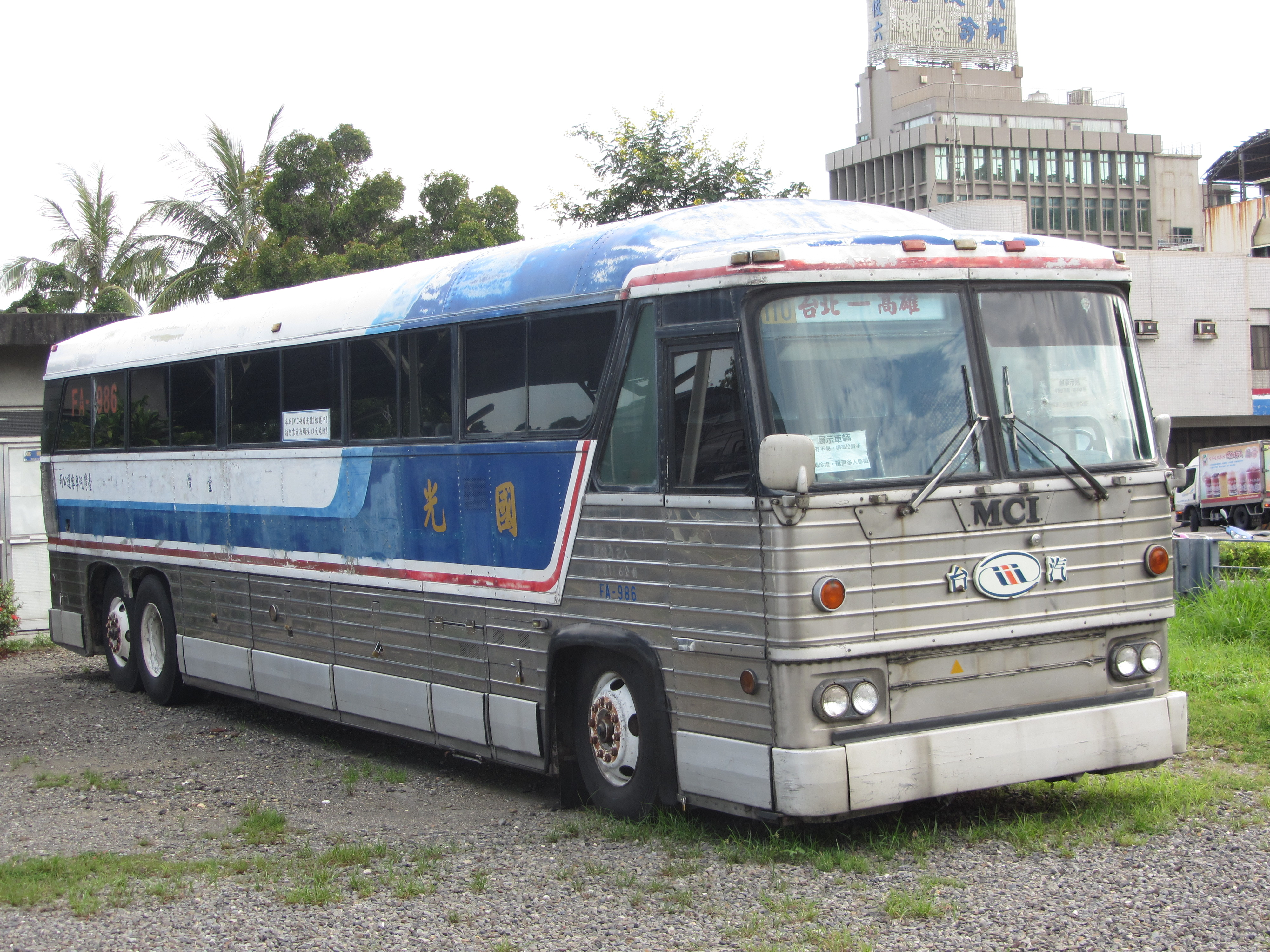
台湾汽車客運国光号

## アクセス
- 高雄捷運
  - ■環状軽軌C14哈瑪星駅すぐ
  - ■橘線O1哈瑪星駅の東100m以内